# 亜急性連合性脊髄変性症
亜急性連合性脊髄変性症（あきゅうせいれんごうせいせきずいへんせいしょう、英:  Subacute combined degeneration of spinal cord）またはリヒトハイム症（英: Lichtheim's disease）とは、ビタミンB12欠乏症によって脊髄の後索及び側索の変性が生じる疾患である。胃全摘、悪性貧血、菜食主義、慢性アルコール中毒に伴って発生することが多い。

## 症状
病理学的所見として、後索及び側索のミエリン鞘がまだら状に失われていくことによる亜急性・連合性の変性が認められる。患者の症状として、次第に悪化する手足、胴体の脱力とヒリヒリ感、しびれ感が認められる。左右の痙性麻痺が発生し、圧覚、振動覚、触覚が失われていく。バビンスキー反射が陽性となる。長期のビタミンB12欠乏症は、神経系に不可逆の障害をもたらす。
もし、ビタミンB12と葉酸が欠乏している場合、亜急性連合性脊髄変性症が発症しないよう速やかにビタミンB12欠乏症を治療する必要がある。

## 治療
ビタミンB12の筋注投与により回復するが、回復の程度は神経変性の期間と程度による。早期に治療を開始すれば完全な回復が見込める。